# Phineas și Ferb
Phineas și Ferb (engleză Phineas and Ferb) este un desen animat produs de Disney în care este vorba de doi băieți dintr-un oraș numit Danville; ei nu au nimic de făcut în vacanța de vară până când se gândesc să-și petreacă timpul în stilul lor, mai au un singur obstacol: sora lor (care nu le dejoacă niciodată planurile). A fost lansat prima dată pe TVR 1, după care la data de 11 august 2008 a debutat pe canalul Jetix odată cu celelalte programe de la Disney, apoi serialul a fost difuzat pe canalul Disney Channel.
Serialul a avut premiera in Romania pe Jetix pe data de 11 august 2008, iar mai tarziu pe 19 septembrie 2009 a fost mutat pe Disney Channel dupa inlocuirea postului Jetix de Disney Channel.
Serialul nu a avut premiera în România în 2007, ca în SUA, deoarece în 2007 nu era disponibil Disney Channel în Europa de Est. Serialul a fost lansat în anul 2008 pe Jetix ca test, după achizitionarea Jetix de câtre Disney. Iar mai târziu pe 19 septembrie 2009 a fost mutat pe Disney Channel. Serialul a luat sfârșit în anul 2015. Un al cincilea sezon va avea premiera pe 5 iunie 2025 pe Disney Channel și pe Disney+ ziua următoare.

## Personaje
Vezi și Lista personajelor din Phineas și Ferb
- Phineas Flynn este un amator de distracție reprezentat cu capul triunghiular. Lui îi vin cele mai multe idei în scopul de a reduce plictiseala zilelor de vară.

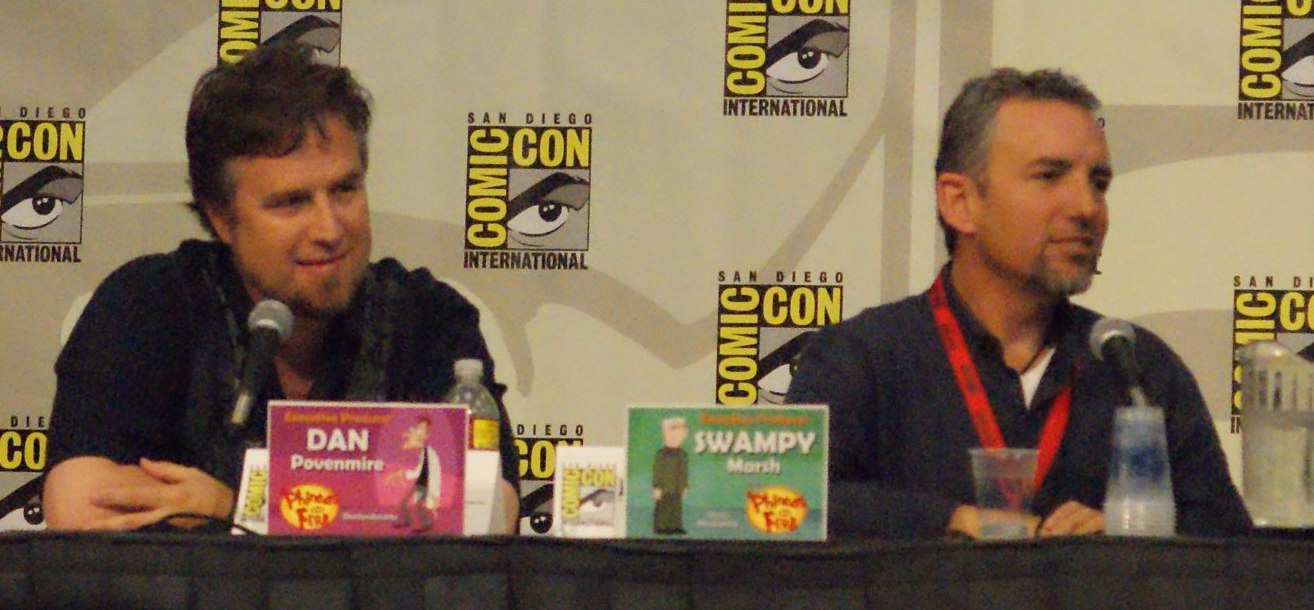
Creatorii serialului Phineas și Ferb Dan Povenmire și Jeff Marsh în 2009

- Ferb Fletcher este fratele vitreg al lui Phineas, punând în practică fiecare plan născocit de Phineas pentru a se plictisi în zilele distractive de vară. Vorbește rar, având o voce cu un aspect britanic fiind de origine engleză.

- Perry este animalul de companie al lui Phineas și Ferb. Este un ornitorinc verde care lucrează la o agenție secretă pentru oprirea răului. Întotdeauna este convocat la o misiune de către Maiorul Monogramă. Este trimis la doctorul Doofenshmirtz pentru a-i opri planurile viclene. Phineas și Ferb nu știu că Perry este un geniu și că îi oprește planurile pentru cucerirea lumii ale lui Doofenshmirtz.

- Candace Flynn este sora de 15 ani a lui Phineas și Ferb, care încearcă mereu să-i pârască pe frații ei, dar de fiecare dată nu reușeste.

- Dr. Heinz Doofenshmirtz altfel Dr. Doofus sau  Doof este un om de știință (de minoritate germană) pasionat de conducerea lumii. Este personajul negativ pe care Perry trebuie să-l învingă. Se dovedește ca având probleme psihice din cauza traumelor care le-a avut în copilărie. Într-un mod cu totul special îi arată lui Perry planurile sale malefice care sunt întotdeaua împiedicate de către amuzantul și ingeniosul ornitorinc.

- Isabella Garcia-Shapiro (de minoritate spaniolă) este cea mai bună prietenă a băieților Phineas și Ferb. Este șefa unei echipe de cercetașe. Îi ajută întotdeauna pe Phineas și Ferb și este de obicei în locurile unde sunt și ei. Îl iubește pe Phineas. Ea intră aproape mereu în scenă cu expresia „Ce mai faci?”

- Linda Flynn este mama lui Phineas și Candace, vitrega pentru Ferb. Ea e măritată cu Lawrence Fletcher. A fost o mare cântăreață pop în anii 80, sub numele „Lindana”.

- Lawrence Fletcher este tatăl vitreg lui Phineas și Candace și tatăl lui Ferb, este un arheolog din Anglia. Își ține toate memoriile și comorile într-o toaletă. Ziua de căsătorie cu Linda Flynn este 15 Iunie.

- Vanessa Doofenshmirtz este o fată de 16 ani. Este fiica doctorului Doofenshmirtz. Se aseamănă cu Candace încercând să-i spună mamei sale că tatăl ei este un geniu malefic.

- Jeremy Johnson este iubitul lui Candace. Lucrează la un local. Coincidentic, lucrează în locuri în care familia Flynn le vizitează, ca exemplu: în episodul „Candace loses her head” Jeremy s-a întâlnit dintr-o coincidență cu familia Flynn.

- Maiorul Francis Monogramă este șeful lui Perry, îi descrie misiunile cu informații importante pe care le obține. Comunică cu Perry printr-un monitor montat în biroul lui.

- Stacey Hirano este prietena cea mai bună a lui Candace. În unele episoade încearcă să o ajute prin a descoperi planurile celor 2 frați dar ea este fascinată de ceea ce au construit și se implică în joc. Este o fată veselă și naivă.

## Discursuri
Din punct de vedere tehnic, în România rulează al doilea și al treilea sezon, dar în Statele Unite este în premieră al treilea sezon.